# Лоуэр-Брул

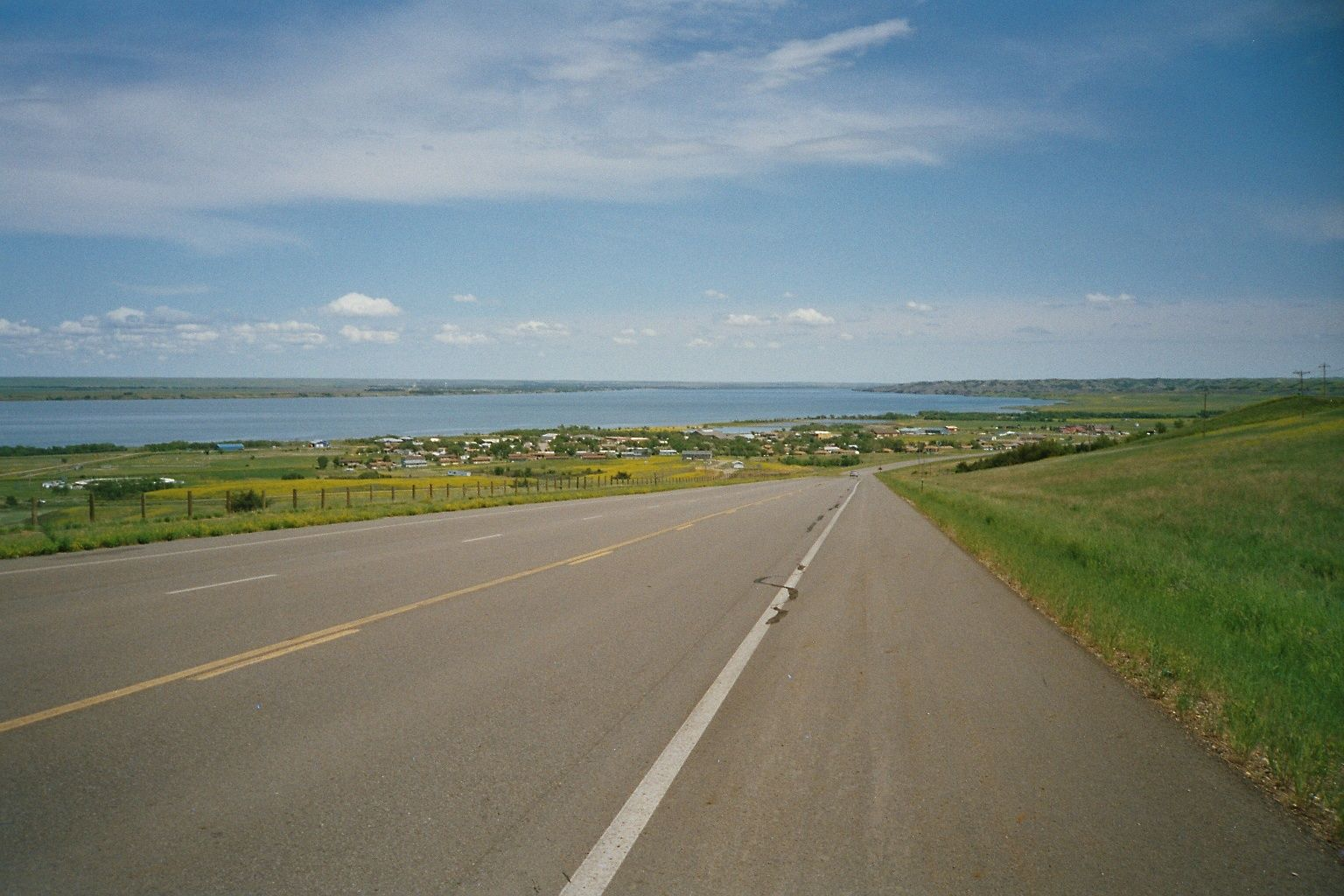
Дорога в резервации

Лоуэр-Брул (англ. Lower Brule Indian Reservation) — индейская резервация племени нижние брюле, расположенная в центральной части штата Южная Дакота, США.

## История
Племя брюле входило в конфедерацию племён лакота. Его название произошло от французского слова brûlé. Название является напоминанием о историческом событии, которое произошло приблизительно в 1763 году. Одна из групп лакота была застигнута на равнине пожаром — у многих сильно обгорели икры и бёдра, в результате чего образовались рубцы. Остальные сиу нарекли эту группу сичангу (обожжённые бёдра). Французские первопроходцы и торговцы назвали их брюле. В начале XIX века племя разделилось на две группы — нижние брюле обосновались на реке Уайт, а верхние брюле ушли кочевать дальше на юго-запад.
После заключения договора в форте Ларами, нижние брюле, вместе с остальными лакота, были поселены в Грейт-Су, большую резервацию, которая включала всю территорию современного штата Южная Дакота, находящуюся западнее реки Миссури, а также современный округ Бойд в штате Небраска.
После окончания Войны за Чёрные Холмы лакота были вынуждены уступить часть своей резервации, а 2 марта 1889 года Конгресс США принял закон, который разделил Грейт-Су, создав пять небольших резерваций. Для верхних брюле была создана резервация Роузбад, которая находилась к югу от реки Уайт. Резервация нижних брюле, первоначальная площадь которой составляла 1 807 км², была перенесена на север и её южная граница проходила в 32 км от реки Уайт.
В 1898 году правительство США вынудило подписать нижних брюле ещё одно соглашение, которое сократило резервацию до 1 321 км², а в 1906 году американские власти выделили белым поселенцам ещё 229 км². Нижние брюле до сих пор оспаривают законность этого захвата земли. Следующая потеря территории резервации стала известна только в 1932 году. В законе 1889 года южная граница Лоуэр-Брул была определена как 44-я параллель северной широты. После того, как племена сиу подали в суд на Соединённые Штаты за учёт всех земель, которые были открыты для заселения и отчуждены в соответствии с законом 1889 года, выяснилось, что местоположение 44-й параллели, указанное геодезистом в 1890 году, не соответствовало местоположению параллели, определённому Геологической службой США, которая поместила ее более чем в миле к югу. В 1934 году племена сиу на основе этого отчёта внесли поправки в свою петицию, включив в неё претензию на более чем 121 км² земли, которые были бы включены в резервацию Лоуэр-Брул, если бы линия геологической службы Соединенных Штатов была её южной границей. После череды судебных дел в период с 1934 по 1963 год суды согласились с тем, что южная граница была расположена неправильно. До сих пор племя не получило справедливой компенсации.
В 1950-е годы на Миссури было построено 5 плотин: Гаррисон, Оахе, Биг-Бенд, Форт-Рэндалл и Гэйвинс-Пойнт, сооружение которых осуществлялось в рамках плана Пик-Слоан. В результате этого нижние брюле потеряли ещё более 90 км². Весь город Лоуэр-Брул был затоплен — 69% семей из резервации были вынуждены покинуть свои дома. Километры дорог, жилые дома, фермы и ранчо, арена для родео — были потеряны навсегда. Нижние брюле разработали программу выкупа земель и пытаются вернуть утраченные территории.

## География
Лоуэр-Брул расположена в центральной части штата Южная Дакота на западном берегу реки Миссури, напротив резервации Кроу-Крик. Территория резервации охватывает части округов Лаймен и Стэнли. Общая площадь резервации, включая трастовые земли (14,565 км²), составляет 1 008,953 км², из них 889,423 км² приходится на сушу и 119,53 км² — на воду. Самому племени принадлежит 635 км² территории Лоуэр-Брул. Столицей резервации является статистически обособленная местность Лоуэр-Брул.

## Демография
Согласно федеральной переписи населения 2020 года в резервации проживало 1 630 человека, насчитывалось 439 домашних хозяйств и 419 жилых домов. Средний доход на одно домашнее хозяйство в индейской резервации составлял 29 083 доллара США. Около 44,6 % всего населения находились за чертой бедности, в том числе 46,9 % тех, кому ещё не исполнилось 18 лет, и 23,6 % старше 65 лет.
Расовый состав распределился следующим образом: белые — 40 чел., афроамериканцы — 1 чел., коренные американцы (индейцы США) — 1 533 чел., азиаты — 4 чел., океанийцы — 1 чел., представители других рас — 4 чел., представители двух или более рас — 47 человек; испаноязычные или латиноамериканцы любой расы составили 24 человека. Плотность населения составляла 1,61 чел./км².